# مکس دیوانه
مکس دیوانه یا مَد مکس (به انگلیسی: Mad Max) یک مجموعه فیلم اکشن پسا آخرالزمانی استرالیایی و فرانچایز رسانه‌ای است که توسط جرج میلر و بایرون کندی ساخته شده‌است. این فرنچایز در سال ۱۹۷۹ با مکس دیوانه آغاز شد و سه دنباله دنبال شد: مکس دیوانه ۲ (۱۹۸۱، منتشر شده در ایالات متحده با عنوان جنگجوی جاده)، مکس دیوانه: در آن سوی تاندردوم (۱۹۸۵) و مکس دیوانه: جاده خشم (۲۰۱۵). میلر هر چهار فیلم را کارگردانی یا کمک‌کارگردانی کرد. مل گیبسون در سه فیلم اول بازی کرد و تام هاردی در فیلم چهارم نقش مکس را بر عهده گرفت.
این سری ماجراهای مکس راکاتانسکی، افسر پلیس در استرالیای آینده را دنبال می‌کند که به دلیل جنگ و کمبود منابع بحرانی دچار فروپاشی اجتماعی شده‌است. هنگامی که همسر و فرزندش توسط یک باند موتورسواران شرور (که شریک زندگی مکس را نیز به آتش کشیدند) به قتل می‌رسند، مکس با از بین بردن این باند انتقام عزیزانش را می‌گیرد و تبدیل به یک فرد تنها در «وِیست‌لَند» می‌شود. در حالی که استرالیا بیشتر به وحشی‌گری تبدیل می‌شود، مکس خود را در چندین موقعیت در حال کمک به دیگران می‌یابد. علیرغم اینکه انگیزه او در ابتدا چیزی جز به دست آوردن سوخت و آذوقه نبود، آنها به تدریج فداکارتر و دوستانه‌تر می‌شوند.
این مجموعه با استقبال خوبی از سوی منتقدان مواجه شده‌است، به طوری که هر فیلم در وب‌سایت جمع‌آوری نقد و بررسی فیلم راتن تومیتوز علامت گذاری شده‌است. مکس دیوانه ۲ و جاده خشم به‌طور خاص در بین برترین فیلم‌های اکشن تمام زمان‌ها قرار گرفته‌اند. این مجموعه همچنین تأثیر قابل توجهی بر فرهنگ عامه، به ویژه ادبیات داستانی آخرالزمانی و پسا-آخرالزمانی داشته‌است، و آثاری را در رسانه‌های اضافی، از جمله بازی‌های ویدیویی و کتاب‌های کمیک، در بر می‌گیرد. جاده خشم در سال ۲۰۱۶ اولین فیلم از فرانچایز مکس دیوانه شد که موفق به دریافت جایزه اسکار شد و شش نامزدی از ده نامزدی خود را کسب کرد.
حقوق آمریکای شمالی برای فیلم اصلی قبلاً متعلق به مترو گلدوین مایر (از طریق کتابخانه‌های اوریون پیکچرز و آمریکن اینترنشنال پیکچرز) بود، اما در سال ۲۰۲۱، حقوق آمریکای شمالی برای فیلم اصلی به برادران وارنر بازگردانده شد، و از اینرو این شرکت اکنون مالک کل فرنچایز مکس دیوانه (به جز استرالیا و نیوزلند) است.

## فیلم‌ها
| فیلم                                              | تاریخ انتشار   | کارگردان(ها)            | فیلمنامه‌نویس‌ها                          | داستان                                  | تهیه‌کنندگان                     | وضعیت    |
| سری اصلی                                          | سری اصلی       | سری اصلی                | سری اصلی                                | سری اصلی                                | سری اصلی                        | سری اصلی |
| ------------------------------------------------- | -------------- | ----------------------- | --------------------------------------- | --------------------------------------- | ------------------------------- | -------- |
| مکس دیوانه                                        | ۱۲ آوریل ۱۹۷۹  | جرج میلر                | جرج میلر و جیمز مک کاسلند               | جرج میلر و بایرون کندی                  | بایرون کندی                     | منتشر شد |
| مکس دیوانه ۲ با نام مستعار جنگجوی جاده            | ۲۴ دسامبر ۱۹۸۱ | جرج میلر                | جرج میلر، تری هیز و برایان هانانت       | جرج میلر، تری هیز و برایان هانانت       | بایرون کندی                     | منتشر شد |
| مکس دیوانه: در آن سوی تاندردوم                    | ۱۰ ژوئیه ۱۹۸۵  | جرج میلر و جورج اوگیلوی | جرج میلر و تری هیز                      | جرج میلر و تری هیز                      | جرج میلر                        | منتشر شد |
| سری بازراه‌اندازی                                  |                |                         |                                         |                                         |                                 |          |
| مکس دیوانه: جاده خشم                              | ۱۵ مه ۲۰۱۵     | جرج میلر                | جرج میلر، برندان مک‌کارتی و نیکو لاتوریس | جرج میلر، برندان مک‌کارتی و نیکو لاتوریس | جرج میلر، داگ میچل و پی جی ووتن | منتشر شد |
| فیوریوسا: حماسه مکس دیوانه                        | ۲۴ مه ۲۰۲۴     | جرج میلر                | جرج میلر و نیکو لاتوریس                 | جرج میلر و نیکو لاتوریس                 | داگ میچل                        | منتشر شد |
| دنبالهٔ جاده خشم با عنوان «وِیست‌لَند»؛ The Wasteland | ن/م            | جرج میلر                | جرج میلر و نیکو لاتوریس                 | جرج میلر و نیکو لاتوریس                 | جرج میلر و داگ میچل             | ن/م      |

## بازیگران
مکس راکاتانسکی، قهرمان سریال، در سه فیلم اول توسط مل گیبسون به تصویر کشیده شد. تام هاردی در سال ۲۰۱۵ در جاده خشم این نقش را بر عهده گرفت. در این سریال تعدادی از بازیگران تکراری در نقش‌های مختلف حضور دارند. بروس اسپنس در دو فیلم نقش خلبانان مختلف را بازی کرد. هیو کیز-برن دو بار نقش‌های آنتاگونیست را بازی کرده‌است: او در فیلم مکس دیوانه در نقش توکاتر، رهبر باند موتورسیکلت‌های بی‌رحم خودش که اطراف را به وحشت انداخته بود و در فیلم مکس دیوانه: جاده خشم، در نقش ایمورتان جو ظاهر شد. مکس فیرچایلد در نقش بنو سویسی در فیلم مکس دیوانه و در نقش «قربانی شکسته» گروه هومونگوس در مکس دیوانه ۲ ظاهر شد.
| شخصیت                  | سری اصلی     | سری اصلی      | سری اصلی      | سری اصلی                       | بازراه‌اندازی          | اسپین‌آف                    | بازی ویدئویی     |  |
| شخصیت                  | مکس دیوانه   | مکس دیوانه ۲  | مکس دیوانه ۲  | مکس دیوانه: در آن سوی تاندردوم | مکس دیوانه: جاده خشم  | فیوریوسا: حماسه مکس دیوانه | مکس دیوانه       |  |
| شخصیت                  | ۱۹۷۹         | ۱۹۸۱          | ۱۹۸۱          | ۱۹۸۵                           | ۲۰۱۵                  | ۲۰۲۴                       | ۲۰۱۵             |  |
| ---------------------- | ------------ | ------------- | ------------- | ------------------------------ | --------------------- | -------------------------- | ---------------- |  |
| مکس راکاتانسکی         | مل گیبسون    | مل گیبسون     | مل گیبسون     | مل گیبسون                      | تام هاردی             | جیکوب تموری                | برن فاستر        |  |
| امپراتور فیوریوسا      |              |               |               |                                | شارلیز ترون           | آنیا تیلور-جویآلیلا براون  |                  |  |
| ایمورتان جو            |              |               |               |                                | هیو کیز-برن           | لچی هولم                   | فرد تاتاسیور     |  |
| بنو سویسی قربانی شکسته | مکس فیرچایلد | مکس فیرچایلد  | مکس فیرچایلد  |                                |                       |                            |                  |  |
| جسی روکاتانسکی         | جوآن ساموئل  | جوآن ساموئل   | جوآن ساموئل   |                                |                       |                            |                  |  |
| اسپروگ راکاتانسکی      | برندن هیث    | برندن هیث     | برندن هیث     |                                |                       |                            |                  |  |
| کاپیتان ژیرو           |              | بروس اسپنس    | بروس اسپنس    | بروس اسپنس                     |                       |                            |                  |  |
| خلبان جده‌دایا          |              | بروس اسپنس    | بروس اسپنس    | بروس اسپنس                     |                       |                            |                  |  |
| تئوکاتر                | هیو کیز-برن  |               |               |                                |                       |                            |                  |  |
| جیم «گوس» رینز         | استیو بیزلی  |               |               |                                |                       |                            |                  |  |
| بوبا زانتی             | جف پری       |               |               |                                |                       |                            |                  |  |
| جانی                   | تیم برنز     |               |               |                                |                       |                            |                  |  |
| می سویسی               | شیلا فلورانس |               |               |                                |                       |                            |                  |  |
| نایت‌رایدر              | وینسنت گیل   |               |               |                                |                       |                            |                  |  |
| هومونگوس               |              | کیل نیلسون    | کیل نیلسون    |                                |                       |                            |                  |  |
| وِز                     |              | ورنون ولز     | ورنون ولز     |                                |                       |                            |                  |  |
| بچه وحشی               |              | امیل مینتی    | هارولد بایگنت |                                |                       |                            |                  |  |
| زن جنگجو               |              | ویرجینیا هی   | ویرجینیا هی   |                                |                       |                            |                  |  |
| پاپاگالو               |              | مایکل پرستون  | مایکل پرستون  |                                |                       |                            |                  |  |
| آنتی انتیتی            |              |               |               | تینا ترنر                      |                       |                            |                  |  |
| ساوانا نیکس            |              |               |               | هلن بودی                       |                       |                            |                  |  |
| جده‌دایدا جونیور        |              |               |               | آدام کاکبرن                    |                       |                            |                  |  |
| پیگ کیلر               |              |               |               | رابرت گروب                     |                       |                            |                  |  |
| آیرون‌بار باسی          |              |               |               | انگری اندرسون                  |                       |                            |                  |  |
| گلوری دِ چالد           |              | کوکو جک گیلیز |               | مدیسون کارلون                  |                       |                            |                  |  |
| نوکس                   |              |               |               |                                | نیکلاس هولت           |                            |                  |  |
| اسپلندید آنگاراد       |              |               |               |                                | رزی هانتینگتون وایتلی |                            |                  |  |
| کِیپِبِل                  |              |               |               |                                | رایلی کیئو            |                            |                  |  |
| دِ دگ                   |              |               |               |                                | ابی لی کرشا           |                            |                  |  |
| توست دِ نووینگ          |              |               |               |                                | زوئی کراویتز          |                            |                  |  |
| چیدو                   |              |               |               |                                | کورتنی ایتون          |                            |                  |  |
| ریکتوس ارکتوس          |              |               |               |                                | ناتان جونز            | ناتان جونز                 |                  |  |
| سلیت                   |              |               |               |                                | جاش هلمن              |                            |                  |  |
| آدم‌خور                 |              |               |               |                                | جان هاوارد            | جان هاوارد                 |                  |  |
| بولت فارمر             |              |               |               |                                | ریچارد کارتر          |                            |                  |  |
| جنگجوی دوف             |              |               |               |                                | آیوتا                 |                            |                  |  |
| والکیری                |              |               |               |                                | مگان گیل              |                            |                  |  |
| حافظ دانه‌ها            |              |               |               |                                | ملیسا جفر             |                            |                  |  |
| اورگانیک مکانیک        |              | آنگوس سمپسون  | آنگوس سمپسون  | فرد تاتاسیور                   |                       |                            |                  |  |
| وارلرد دمنتوس          |              |               |               |                                |                       | کریس همسورث                |                  |  |
| پراتورین جک            |              |               |               |                                |                       | تام برک                    |                  |  |
| وار بوی                |              |               |               |                                |                       | دنیل وبر                   |                  |  |
| مری جو باسا            |              |               |               |                                |                       | جارلی فریزر                |                  |  |
| چام‌باکِت                |              |               |               |                                |                       |                            | جیسون اسپیساک    |  |
| اسکابروس اسکروتوس      |              |               |               |                                |                       |                            | تراویس ویلینگهام |  |

## بازخورد

### عملکرد در گیشه
| فیلم                           | تاریخ انتشار   | فروش گیشه                | فروش گیشه     | فروش گیشه                       | فروش گیشه                       | بودجه                                           | منابع                           |
| فیلم                           | تاریخ انتشار   | استرالیا                 | آمریکای شمالی | مناطق دیگر                      | سراسر جهان                      | بودجه                                           | منابع                           |
| ------------------------------ | -------------- | ------------------------ | ------------- | ------------------------------- | ------------------------------- | ----------------------------------------------- | ------------------------------- |
| مکس دیوانه                     | ۱۲ آوریل ۱۹۷۹  | ۵٬۳۵۵٬۴۹۰ دلار استرالیا  | $۸٬۷۵۰٬۰۰۰    | ~$۹۱٬۲۵۰٬۰۰۰                    | ~$۱۰۰٬۰۰۰٬۰۰۰                   | ۲۰۰٬۰۰۰ دلار استرالیا                           | [ ۴ ] [ ۵ ] [ ۶ ]               |
| مکس دیوانه ۲                   | ۲۴ دسامبر ۱۹۸۱ | ۱۰٬۸۴۷٬۴۹۱ دلار استرالیا | $۲۳٬۶۶۷٬۹۰۷   | $۲۱٬۰۰۰٬۰۰۰                     | $۳۶٬۰۰۰٬۰۰۰                     | ۴٫۵ میلیون دلار استرالیا                        | [ ۴ ] [ ۷ ] [ ۸ ] [ ۹ ]         |
| مکس دیوانه: در آن سوی تاندردوم | ۱۰ ژوئیه ۱۹۸۵  | ۴٬۲۷۲٬۸۰۲ دلار استرالیا  | $۳۶٬۲۳۰٬۲۱۹   | $۱۶٬۰۰۰٬۰۰۰                     | $۵۲٬۰۰۰٬۰۰۰                     | ۱۲ میلیون دلار استرالیا                         | [ ۴ ] [ ۱۰ ] [ ۱۱ ] [ ۸ ] [ ۹ ] |
| مکس دیوانه: جاده خشم           | ۱۵ مه ۲۰۱۵     | ۲۱٬۶۰۶٬۳۴۷ دلار استرالیا | $۱۵۳٬۱۲۱٬۶۲۹  | $۲۰۵٬۰۰۰٬۰۰۰                    | $۳۷۴٬۷۳۶٬۳۵۴                    | ۱۵۰ میلیون دلار آمریکا                          | [ ۱۲ ]                          |
| فیوریوسا: حماسه مکس دیوانه     | ۲۴ مه ۲۰۲۴     | ارقام ناموجود            | $۵۰٬۸۶۰٬۱۵۴   | $۶۵٬۲۰۰٬۰۰۰                     | $۱۱۶٬۰۶۰٬۱۵۴                    | ۱۶۸ میلیون دلار آمریکا                          |                                 |
| مجموع                          | مجموع          | $۳۶٬۵۴۷٬۵۳۶              | $۲۲۱٬۷۶۹٬۷۵۵  | ۳۷ میلیون دلار +۳۲۶ میلیون دلار | ۷۲ میلیون دلار +۵۱۵ میلیون دلار | ۱۷ میلیون دلار استرالیا +۳۱۸ میلیون دلار آمریکا |                                 |

### واکنش انتقادی و عمومی
| فیلم                           | راتن تومیتوز  | متاکریتیک   |
| ------------------------------ | ------------- | ----------- |
| مکس دیوانه                     | ۹۰٪ (۶۲ نقد)  | ۷۳ (۱۴ نقد) |
| مکس دیوانه ۲                   | ۹۴٪ (۴۷ نقد)  | ۷۷ (۱۵ نقد) |
| مکس دیوانه: در آن سوی تاندردوم | ۸۰٪ (۵۱ نقد)  | ۷۱ (۱۸ نقد) |
| مکس دیوانه: جاده خشم           | ۹۷٪ (۴۳۳ نقد) | ۹۰ (۵۱ نقد) |
| فیوریوسا: حماسه مکس دیوانه     | ۹۰٪ (۳۴۱ نقد) | ۷۹ (۶۳ نقد) |

تماشاگران مورد نقد سینماسکور به مکس دیوانه: جاده خشم نمرهٔ «B+» در مقیاس A تا F دادند.